# Michelle Visage

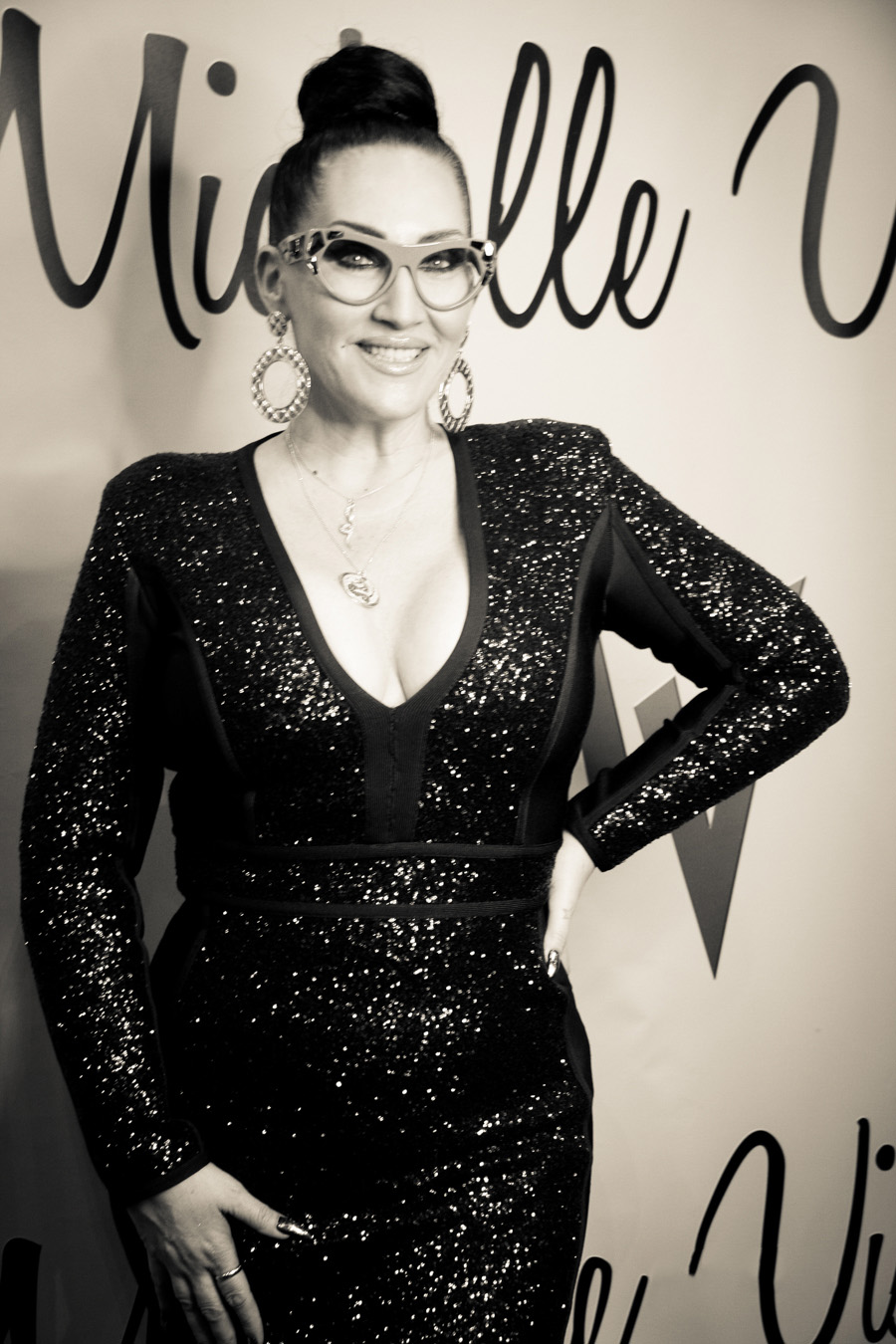
Michelle Visage während der RuPaul's DragCon 2018

Michelle Visage, bürgerlich Michelle Lynn Shupack, geboren am 20. September 1968 in Perth Amboy, ist der Künstlername einer US-amerikanischen Radio- und Fernsehmoderatorin, Sängerin und Schauspielerin. Sie wurde für ihre Mitwirkung in der Band Seduction und als Mitwirkende der RuPaul Show bekannt. 2019 und 2020 wurde sie als Produzentin der RuPaul’s Drag Race mit einem Primetime Emmy geehrt.

## Leben und Werk
Ihre erste bezahlte Rolle hatte Michelle Visage bereits mit 13 an einem kleinen Theater. Ihre eigentliche Karriere begann in den 1980er-Jahren mit Auftritten in der Clubszene von New York. Nach eigenen Angaben hatte sie ihre ersten Auftritte dort bereits mit 17 und träumte von einer Karriere im Showgeschäft und nahm sich Madonna als Vorbild.
Sie leidet unter der Schilddrüsenkrankheit Hashimoto und ließ sich deshalb im Jahr 2019 ihre Brustimplantate entfernen.

### Musikkarriere
Michelle Visage trat mit 19 Jahren als Sängerin der Band Seduction bei. Die Band spielte nur ein Jahr zusammen, hatte in dieser Zeit aber beachtliche Erfolge. So traten sie als Vorband von Milli Vanilli auf und erhielten Platin für eine ihrer Platten. Ihr Song Two To Make It Right erreichte Platz 2 der Billboard-Charts. Später war sie unter anderem zusammen mit TKA, The S.O.U.L. S.Y.S.T.E.M. und RuPaul zu hören. Insbesondere ihre Interpretation des 70er Jahre Hits Lovely Day von Bill Withers mit the S.O.U.L. S.Y.S.T.E.M. unter dem neuen Titel It's gonna be a lovely day auf dem Album The Bodyguard mit der Filmmusik zu gleichnamigen Blockbuster mit Whitney Houston veröffentlicht wurde, war ein internationaler Hit.

### Radio, Theater, Film und Fernsehen
Michelle Visage arbeitet über Jahre hinweg als Radiomoderatorin (unter anderem für Stationen wie WKTU 103.5 in New York, HOT 92.3 in Los Angeles, SUNNY 104.3 in West Palm Beach, WMIA in Miami und Sirius XM), bevor sie ab 2011 als Jurorin von RuPaul’s Drag Race Starruhm erlangte. In der Folge trat sie in den britischen Fernsehshows Celebrity Big Brother (2015) und Strictly Come Dancing (2019) auf. Darüber hinaus war sie Jurorin in zwei Staffeln der Castingshow Ireland's Got Talent (ab 2018). Im Oktober 2019 startete die erste UK-Edition von RuPaul’s Drag Race mit Michelle Visage als Gastgeberin auf BBC Three. Während der Covid-19-Pandemie 2020 entwickelte sie ein neues Format ebenfalls für BBC Three und gab in einer Serie mit dem Titel How’s Your Head, Hun? Einblicke in ihr Privatleben unter Lockdown-Bedingungen.
Michelle Visage trat in der Saison 2018/2019 in der Rolle der Miss Hedge in dem West End Musical Everybody’s Talking About Jamie im Apollo Theatre auf.
Von 2021 bis 2023 fungierte Visage als Jurorin der Drag-Gesangssendung Queen of the Universe auf Paramount+.

### Buchveröffentlichungen
2015 veröffentlichte Michelle Visage mit The Diva Rules: Ditch the Drama, Find Your Strength, and Sparkle Your Way to the Top eine Mischung aus Autobiografie und Ratgeber, in dem die Autorin 25 Regeln für ein erfolgreiches Leben gibt, die sie anhand Beispielen aus ihrem eigenen Leben erklärt. Das Buch ist auch als Hörbuch verfügbar. Lambda Literary urteilte in einer Besprechung, dass die Ratschläge, die Michelle Visage gibt, zwar gelegentlich banal, aber häufig praktisch sind und dass die Verknüpfung mit ihrer eigenen Lebensgeschichte hilfreich ist.

## Fernsehsendungen
- 1989: Dance Party USA (Tänzerin)
- 1990: Club MTV (Tänzerin)
- 1996–1998: The RuPaul Show (Co-Moderatorin)
- seit 2011: RuPaul’s Drag Race (Jurorin seit Staffel 3; auch Produzentin seit 2019, Staffel 11)
- seit 2012: RuPaul’s Drag Race All Stars (Jurorin)
- 2015: Celebrity Big Brother (Hausbewohnerin, 5. Platz)
- 2017: Eurovision Song Contest 2017, amerikanische Ausstrahlung (Kommentatorin)
- 2018–2019: Ireland’s Got Talent (Jurorin)
- 2018: The X Factor (Hausgast)
- 2019: RuPaul (Co-Moderatorin)
- 2019: Strictly Come Dancing (Kandidatin, 7. Platz)
- seit 2019: RuPaul’s Drag Race UK (Jurorin)
- 2020: How’s Your Head, Hun?
- 2020: Glow Up: Britain's Next Make-Up Star (Gastjurorin)
- 2020: Canada’s Drag Race (Gastjurorin)
- 2021–2023: Queen of the Universe (Jurorin, 14 Episoden)